# Кизима Андрій Іванович
Андрі́й Іва́нович Кизи́ма (нар. 22 серпня 1918 — пом. 16 квітня 1994) — радянський військовий льотчик часів Другої світової війни, командир ескадрильї 943-го штурмового авіаційного полку 277-ї штурмової авіаційної дивізії 1-ї повітряної армії, старший лейтенант. Герой Радянського Союзу (1945).

## Життєпис
Народився 22 серпня 1918 року в селі Рунівщині, нині Зачепилівського району Харківської області, в селянській родині. Українець. Закінчив 2 курси Харківського авіаційного технікуму у 1938 році і аероклуб. Працював токарем на турбогенераторному електромеханічному заводі.
До лав РСЧА призваний у грудні 1939 року. Учасник радянсько-фінської війни 1939—1940 років. У 1942 році закінчив Ульяновську військову авіаційну школу пілотів і залишений при школі льотчиком-інструктором. На фронтах німецько-радянської війни — з лютого 1943 року. Воював на Ленінградському і 3-му Білоруському фронтах. У складі 943-го штурмового авіаційного полку сержант А. І. Кизима брав участь у прориві блокади Ленінграда, бойових діях на території країн Балтії та у Східній Пруссії. Член ВКП(б) з 1944 року.
До листопада 1944 року командир ескадрильї 943-го шап старший лейтенант А. І. Кизима на штурмовикові Іл-2 здійснив 131 бойовий виліт на штурмовку військових об'єктів і військ супротивника. У повітряних боях його екіпаж збив особисто 2 ворожих літаки, ще 14 літаків знищив на землі. Тричі був поранений.
після закінчення війни продовжив військову службу в лавах ВПС СРСР. У 1953 році закінчив Краснодарські курси удосконалення штурманів. Був заступником командира і командиром авіаційного полку, старшим штурманом Групи бойового управління Головного командного пункту Ленінградської особливої армії ППО.
У 1965 році полковник А. І. Кизима вийшов у запас. Мешкав у Санкт-Петербурзі, працював старшим інженером науково-дослідницького інституту. Помер 16 квітня 1994 року. Похований на північному кладовищі міста.

## Нагороди
Указом Президії Верховної Ради СРСР від 19 квітня 1945 року «за зразкове виконання бойових завдань командування на фронті боротьби з німецькими загарбниками та виявлені при цьому відвагу і героїзм», старшому лейтенантові Кизимі Андрію Івановичу присвоєне звання Героя Радянського Союзу з врученням ордена Леніна і медалі «Золота Зірка» (№ 7266).
Також нагороджений двома орденами Червоного Прапора (27.01.1944, 12.09.1944), орденом Суворова 3-го ступеня (29.06.1944), двома Вітчизняної війни 1-го ступеня (05.04.1944, 11.03.1985), двома орденами Червоної Зірки (16.07.1943, 26.10.1955) і медалями.